# Новомиргород
Новоми́ргород (укр. Новоми́ргород) — город, центр Новомиргородской городской общины Новоукраинского района Кировоградской области Украины.
Расположен в южной части Среднего Поднепровья на реке Большая Высь за 72 км от Кропивницкого.

## География

### Расположение
Новомиргород расположен на севере Кировоградской области, в центре Новомиргородского района, за 72 км от областного центра на правом притоке Синюхи — реке Большая Высь, в её долине и на берегах. Русло Большой Выси в пределах города извилистое. В черте города впадает ее приток река Турия.
Рельеф города определяется волнистостью и равнинностью, что определено геологическим строением. Город расположен в лесостепной зоне, в пределах Приднепровской возвышенной области Днестровско-Днепровской лесостепной провинции Восточно-Европейской равнины на Корсунь-Новомиргородском Плутоне Украинского щита Восточно-Европейской платформы.
Территория городского совета составляет 88,58 км ², из них 7,75 км ² — площадь застроенных земель. Совокупная площадь зелёных насаждений — 4,4 км ²

### Полезные ископаемые
Полезные ископаемые в окрестностях Новомиргорода представлены в основном строительным и угольным сырьём. Залежи лабрадоритов вблизи села Лекарево в долине Большой Выси выходят на поверхность и составляют 1,7 тыс. м³. Новомиргородское месторождение суглинков, пригодных для производства облицовочного кирпича, имеет запасы 6,7 млн м³. Имеются залежи каолина. Энергетические запасы представлены залежами бурого угля.
Вблизи села Коробчино ведёт добычу ильменита (титановая руда) компания «Велта»

### Климат
Климат умеренный, континентальный.
Среднегодовые температуры воздуха: летняя — (+18 °C), зимняя — (-10 °C). Среднегодовое количество осадков 500—550 мм.
Преобладают ветры северо-западного направления.
Почвы — чернозёмы на лёссовых породах.

## Местности
Современный Новомиргород в своём составе имеет такие местности, которые сложились исторически:
- Златополь. Бывший город, присоединённый к Новомиргороду в 1959 году. Расположен на возвышенности. Северная часть города.
- Виноградовка. Бывшая деревня, присоединённая к Новомиргороду в 1959 году. Находится на правом берегу Большой Выси, соединяющей центр города и Златополь. Название происходит от местного виноградника, который в XVIII веке был одним из четырёх в Елисаветградский провинции. Здесь находилась таможня, караульная и Винокуренный завод, принадлежавший жене подполковника Шмидта.
- Хутор. Местность на правом берегу Большой Выси, в районе железнодорожного вокзала. Происхождение названия не выяснено. Массовое заселение с 1950-х годов.
- Белая Глина. Местность на левом берегу Большой Выси, ранее входила в состав села Софиевка. Юго-восточная окраина Новомиргорода. Название происходит от залежей каолина, находящихся неподалёку. Другое название — Бессарабия (с 1756 года на этом месте начинают селиться выходцы из Бессарабии).
- Софиевка. Юго-западные окраины Новомиргорода, местность на левом берегу Большой Выси. Бывшее село (до XIX века — хутор Младанович). Другое название — Черногория (с 1756 года здесь оседают выходцы из Черногории).
- Шмидово. Народное название бывшего села Екатериновка, присоединённого к Новомиргороду в 1959 году. Наиболее удалённая от центра часть города. Название происходит от имени полковника Шмидта, которому принадлежала экономия.
- Центром города традиционно считается его часть, расположенная на левом берегу Большой Выси в низменности. Здесь находился исторический центр города с 1740 года.

## История

Территории полков (шанцев, крепостей) Русской армии на карте Новой Сербии

Новомиргород возник в 1740 году на месте, якобы, зимовника запорожских казаков Тресяги, когда здесь начали селиться переселенцы из Миргородского полка.
При Елизавете (1751) полковнику Хорвату, выходцу из Австрии, поручено было сформировать из сербов один гусарский полк в 4 тысячи сабель, который был поселён на правом берегу Днепра в так называемой Новой Сербии; в 1752 году было образовано ещё два таких же полка, а для защиты нового поселения построена крепость Святой Елисаветы. После прибытия приглашённых сербов (гусар) Новомиргород, с 1752 года, стал центром управления Новой Сербии как военно-административной единицы и местом пребывания гарнизона Русской Императорской армии.
Для защиты от татарских набегов здесь возводится земляные укрепления и городок, в середине которого разместился склад боевых припасов, а на бастионах установили с десяток орудий. Так же здесь проживали и вышедшие из Турции черногорцы (западная часть города до сих пор называется «Черногорией»).
С упразднением Новой Сербии, в 1764 году два пандурских полка вместе с Новомиргородским гарнизоном и сербскими гусарами переформировываются в три поселённых конных полка: Чёрный и Жёлтый гусарские и Елисаветградский пикинёрный.
В Новомиргороде в 1766 году построена Ильинская церковь, которой суждено было стать старейшим из сохранившихся архитектурных памятников области. По-видимому, после Великой Отечественной войны вокруг её ограды были посажены деревья, которые в настоящее время почти полностью скрыли церковь.
В 1773 году Новомиргород был исключён из шанцев и назван посадом.
Статус города утвердился за Новомиргородом со времени учреждения Новомиргородского уезда Вознесенской губернии; вследствие его торгового значения, здесь жили консулы польский, императорско-римский и неаполитанский. Впрочем, многолетний статус военного городка не способствовал развитию ни ремёсел, ни торговли и население города никогда не превышало 10 тысяч человек.
С упразднением Вознесенской губернии стал заштатным городом Елизаветградского уезда Херсонской губернии Российской империи.
Дворов около 700, жителей около 3 1/2 тысяч. Земли — 357 дес. 2 православных церкви, еврейский молитвенный дом, 4 ярмарки, базары, школа, богадельня. Промышленных заведений 13, с оборотом в 184 тыс. рублей: винокуренный, пивоваренный и медоваренный заводы, заведение фруктовых вод, типография, конная мельница, кирпичный завод, 3 бондарных и 1 слесарная мастерских, 2 кузницы. В окрестностях — залежи каолина и лабрадорита; ломается гранит (бронзолит). Упрощённое городское управление; доходов — 27 879 руб., расходов — 26 676 руб., из них на содержание городского управления 4 538 р., на учебные заведения — 2 027 руб.; городского капитала — 3 249 р. (1894) и долга — 26 250 р. (1893). Городской общественный банк, открытый в 1869 году. Основной капитал — 30 231 р., запасный — 4 166 р. (1892).
С 1923 года — районный центр Елизаветградского округа.
В июле 1930 года началось издание районной газеты.
В ходе Великой Отечественной войны в 1941 году был оккупирован наступавшими немецкими войсками.
13 января 1960 года с Новомиргородом объединили соседний посёлок Златополь (до 1787 года называвшийся Гуляй-поле) и два соседних села (Виноградовку и Катериновку), в результате чего Новомиргород стал городом районного подчинения Кировоградской области. В 1962—1965 годах Новомиргород был городом областного подчинения.
В 1973 году численность населения составляла 12,7 тыс. человек, здесь действовали завод стройматериалов, кожевенный завод, плодоконсервный завод, мебельная фабрика, зоотехнический техникум и историко-краеведческий музей.
В январе 1989 года численность населения составляла 16 349 человек, основой экономики города в это время являлись добыча бурого угля, кожевенный завод, плодоконсервный завод и мебельная фабрика.
В 1997 году Новомиргородский зоотехнический техникум был ликвидирован.
26 июля 2001 года Новомиргород был внесён в список исторических населённых мест Украины.
В 2020 году Новомиргородский район был упразднён, а город стал центром Новомиргородской городской общины Новоукраинского района

## Население
В 1897 году в городе насчитывалось около 9 364 человек.
На 1 января 2013 года численность населения составляла 11 569 человек.

### Языковой состав
По данным переписи 1897 года 75,02 % населения города указали русский язык родным, 17,27 % — идиш, 6,11 % — украинский, 1,60 % — другие языки.
Во время переписи 2001 года 96,54 % населения города указали украинский язык родным, 3,03 % — русский, 0,43 % — другие языки.

## Персоналии
- Базелян, Яков Львович (1925—1990) — советский кинорежиссёр.
- Бузько, Дмитрий Иванович (1891—1937) — украинский советский прозаик и киносценарист.
- Гончаренко, Владлен Игнатьевич (1931—2018) — советский и украинский учёный-правовед, доктор юридических наук, профессор, академик.
- Давыдов, Владимир Николаевич (1849—1925) — российский и советский актёр, театральный режиссёр, педагог, Заслуженный артист Императорских театров, Народный артист Республики.
- Жовна, Александр Юрьевич (р. 1960) — украинский писатель и киносценарист. Заслуженный деятель искусств Украины.
- Ковачевич, Аркадий Фёдорович (1919—2010) — генерал-лейтенант, Герой Советского Союза.
- Мокриев, Юрий Алексеевич (1901—1991) — украинский советский писатель, драматург.
- Николай (Зиоров) (1851—1915) — епископ Православной Российской Церкви, архиепископ Варшавский и Привисленский. Член Государственного Совета Российской империи.
- Оболенский, Евгений Петрович (1796—1865) — декабрист.
- Путников, Иван Михайлович (1899—1964) — директор Одесского педагогического института.
- Рытов, Михаил Васильевич (1846—1920) — русский учёный-агробиолог.

## Галерея

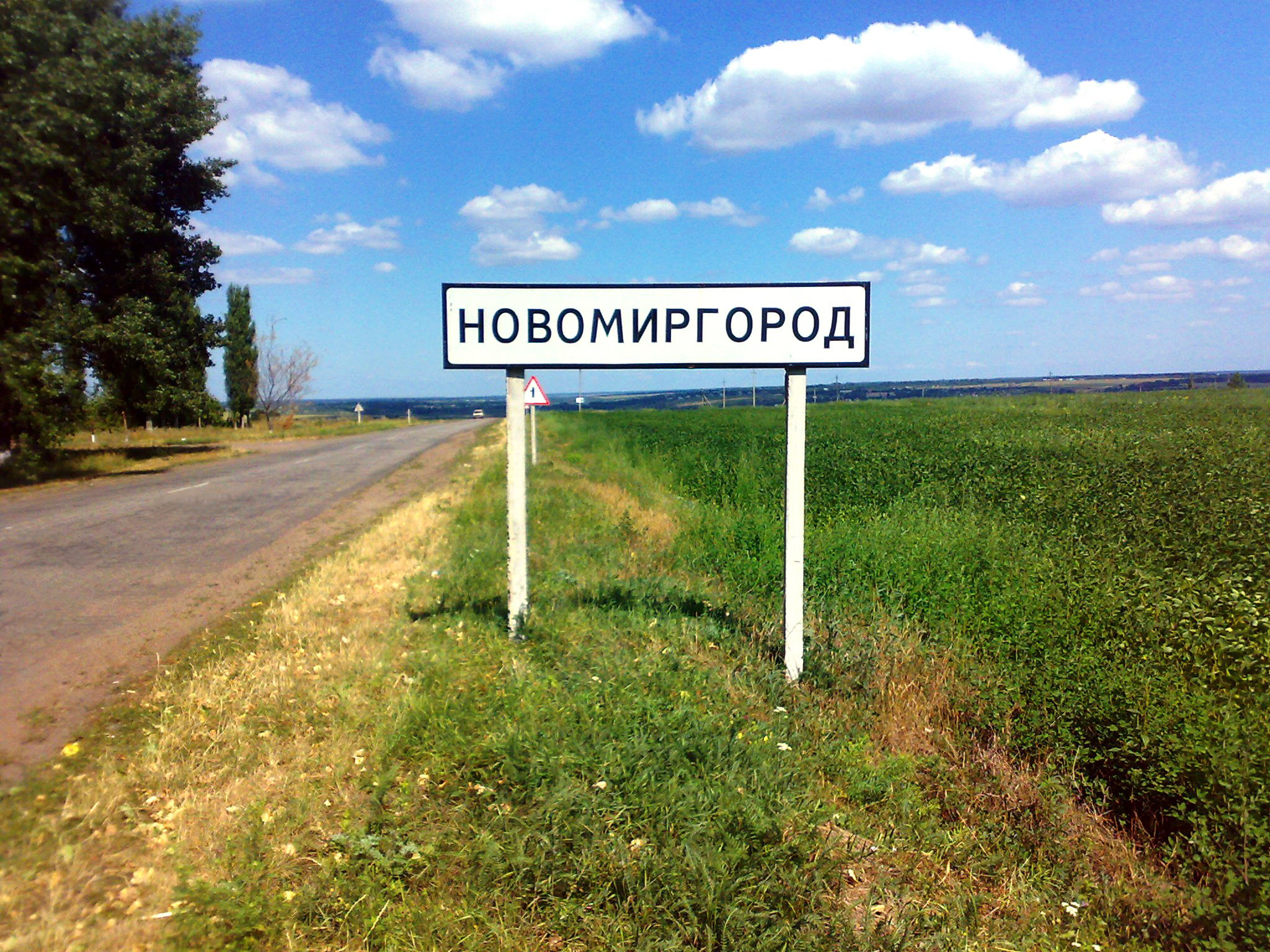
Въезд в город.
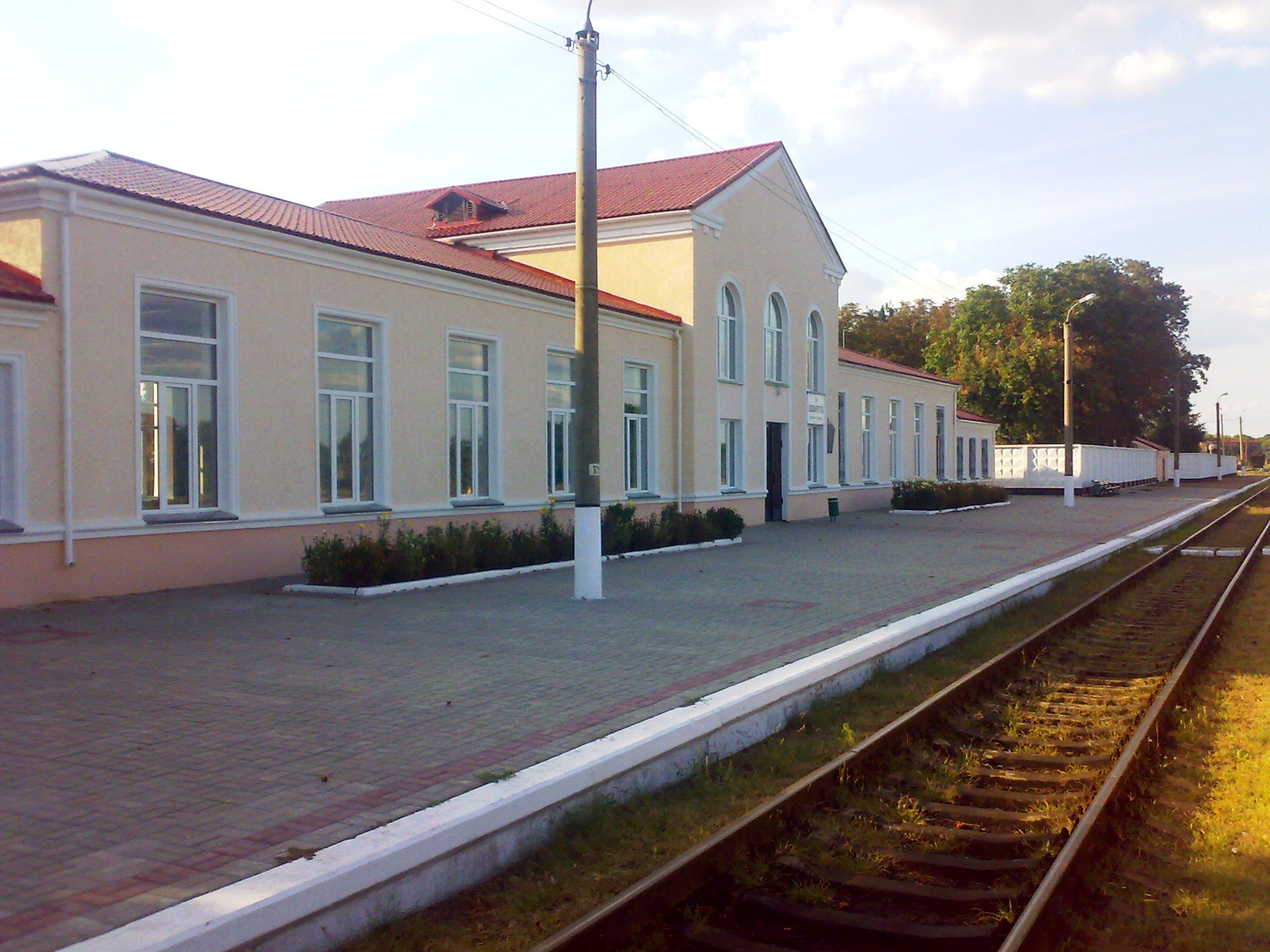
Железнодорожный вокзал.
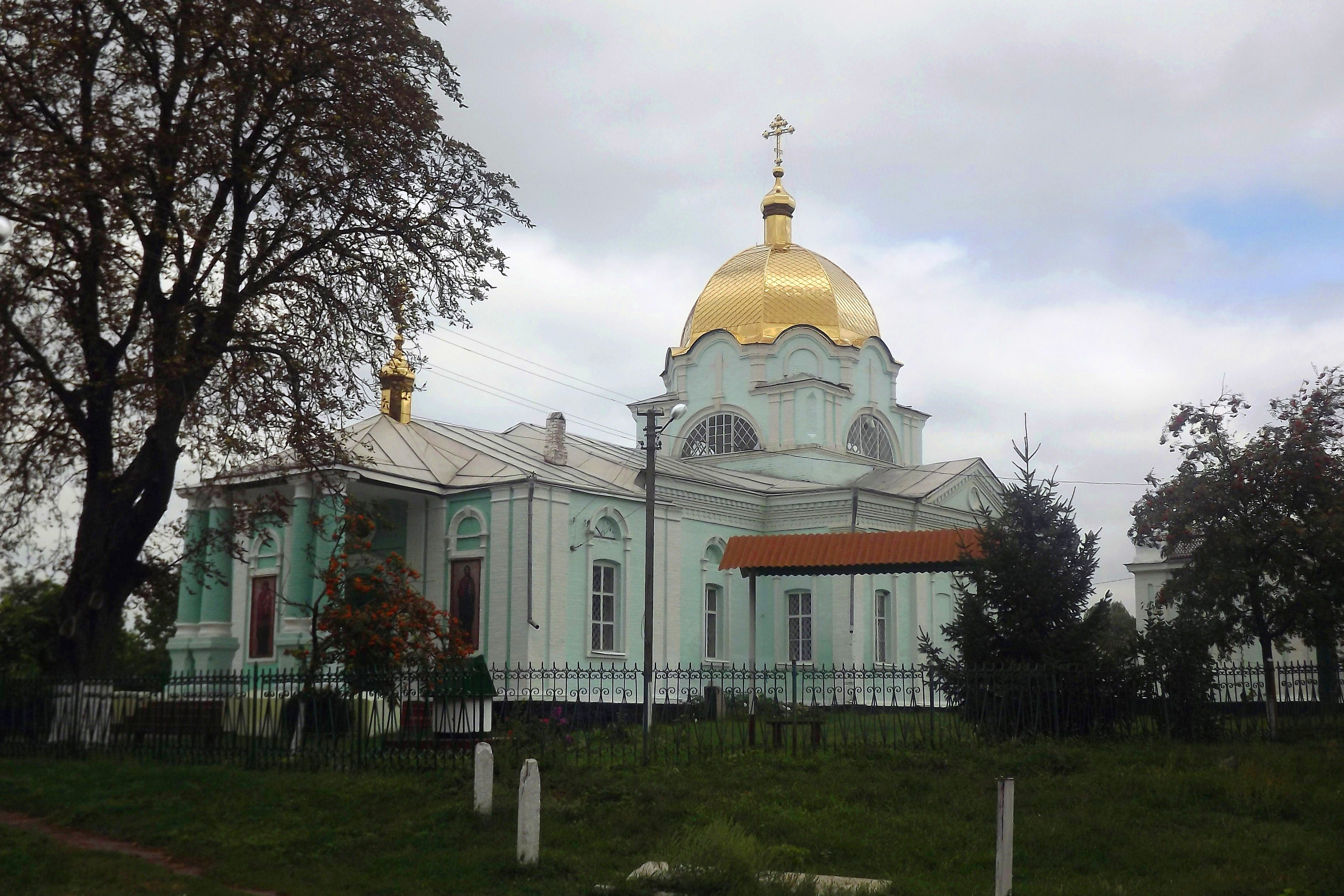
Свято-Николаевская церковь.
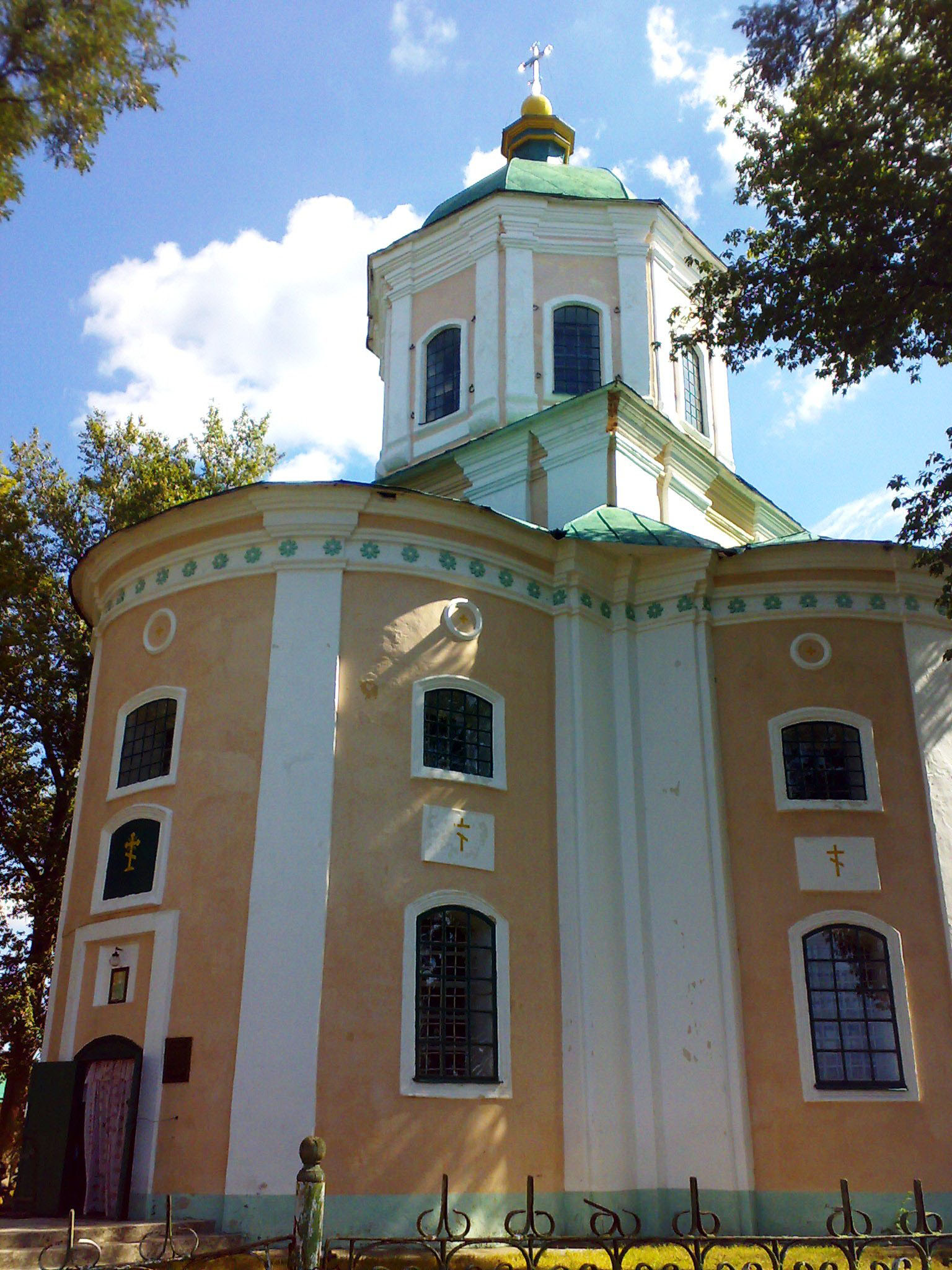
Свято-Ильинская церковь.